# دايتشي فوكوشيما
دَإيتشي فوكوشيما (باليابانية: 福島 大地) (1 أغسطس 1977 في كاناغاوا في اليابان – )؛ هو لاعب كرة قدم ياباني سابق كان يلعب كمهاجم.

## وصلات خارجية
- دايتشي فوكوشيما على موقع رابطة كرة القدم اليابانية للمحترفين (اليابانية)